# Zisa Corona
La Zisa Corona è una struttura geologica della superficie di Venere.